# マゼランクロス
マゼランの十字架 (Magellan’s Cross) とはポルトガル・スペインの探検家であるマゼランが1521年3月15日にフィリピンのセブ島に到着した時に打ち込んだ十字架である。

## 概要
この十字架はセブ市の中心のマゼラン通りに面したサント・ニーニョ教会の隣のチャペルの中にある。本物の十字架はチャペルの中心で見つけられた木造の十字架の中に入れられていると十字架の下の看板には記載されている。本物の十字架には奇跡の力があると信じられているため、観光客が記念品としてこの十字架を切り取ってしまうことを防ぐようにチンダロ（学名: Afzelia rhomboidea）というマメ科の木から作られた覆いにより保護されている。しかしマゼランの死後、本物の十字架は破壊されたか紛失したため、この十字架はフィリピンでのキリスト教の布教に成功した後、スペイン人によって打ち込まれたレプリカである。
|  |  |  |